# ベラ・スワン
ベラ・スワン（英: Bella Swan）は、ステファニー・メイヤーの小説『トワイライト』シリーズに登場する架空の人物で、本作の主人公。灼熱のフェニックスと、風変わりの向こうみずなママをこよなく愛する女子高校生。

## 人物

### 名前・通称
フル・ネームはイザベラ・マリー・スワン（Isabella Marie "Bella" Swan）、通称はベラ。

### 外見
白い肌に、長く真っ直ぐでダークブラウンの髪の毛。眼は大きく、瞳の色はきれいなチョコレートブラウン。細い鼻に、細い顎。噛む癖があるため、指の爪は短い。大都会であるフェニックスでは目立たなかったが、片田舎のフォークスでは学校中の男子生徒の注目の的になる。
身長160cm、体重45kg。

### 愛車
愛車は、フォークスに引っ越してきたときに父・チャーリーからプレゼントされた中古のピックアップ。色は赤で、元々はチャーリーの友人・ビリーの所有していた車をチャーリーが買い取った。

### 来歴
1987年9月13日、父チャーリーと母レネの間にワシントン州・フォークスにて生まれる。ベラが5歳の時、レネがベラを連れてフェニックスへ引っ越し、6歳の時に両親が離婚してカリフォルニアへ移る。彼女は学校で、恋愛関係を持つことも、多くの友人を持つこともなく、多くの時間を母と過ごした。ピアノ、バレエなどの習い事をしていた。

#### Twilight
17歳の時、母親が再婚する。野球選手のために移動の多い義父に母が常に付き添っていられるようにと、フェニックスから霧の町フォークスへと父親と暮らすために引っ越してきて、ヴァンパイアのエドワード・カレンと出会い、恋をする。自分に近づいてきながらも、遠ざけようとするエドワードの態度に戸惑いながらも、エドワードの正体を見抜き、付き合い始める。
放浪していたヴァンパイアのジェームズに命を狙われ一時フォークスを出るが、カレン一家に守られ、彼らがジェームズを倒すのに成功したため再びフォークスに戻った。

#### New Moon
誕生日を迎え、18歳となる。カレン邸で開かれた自身の誕生パーティーに参加した際、プレゼントの包み紙で指を切る。血への欲望を抑えきれなかったジャスパーに襲われかけ、間一髪のところでエドワードに助けられる。しかし、助けられる際に怪我をし、ベラの身を案じたエドワードから別れを切り出され、破局する。
カレン一家がフォークスを去った後、数か月は抜け殻のような状態に陥るものの、友人・ジェイコブに心を癒されて元気を取り戻す。危険な状況になるとエドワードの幻覚が見えて声も聞けることに気づいてからは、自ら危険な状況を作り出そうと、バイクに乗ったりクリフ・ダイビングを試みたりした。同じ時期、前作Twilightにて殺されたジェームズの恋人・ヴィクトリアがベラの命を狙って動き始めた。クリフ・ダイビングを試みたことが原因で、遠く離れた地にいたエドワードに自殺したと勘違いさせてしまい、自らも自殺しようとしてイタリアのヴォルトォーリのもとへ向かったエドワードを救うため、イタリアへ向かう。無事にエドワードと再会して誤解を解き再び付き合い始めたが、ヴァンパイアの秘密を知りすぎているとして、ヴァンパイアに転生しなければ殺されることになった。
ベラをヴァンパイアに転生させたくないエドワードと揉めるが、カレン一家の賛成を得て高校卒業後に転生することになる。ベラをヴァンパイアに転生させたくないエドワードと、エドワード自身の手で転生させてほしいベラとの話し合いの末、転生させるための条件としてエドワードにプロポーズされる。

### 性格
独り静かに考え事をするのが好きなタイプで、いつか死ぬなら愛する人の身代りがいいと思っている。
ベタベタした人付き合いはしないものの、優しくて友達思い。
趣味は読書で、勉強はできるものの何かで１番になるということはない。運動は苦手。

### 才能
人間のときから、エドワードがただ一人心の中を読めない人物であった。運動神経があまり良くはなかったが、ヴァンパイアになってからは通常のヴァンパイアと同じく身体能力は高い。
ヴァンパイアになってからは、シールド（盾）の能力として、バリアを広げることができるようになる。このバリアはアリスやジャスパーなどの物理的に影響を及ぼす能力には効果をなさないが、エドワードの心を読む、ジェーンやケイトの苦痛を与える能力など精神的なものは完全に防ぐことが出来る。
転生してすぐの新生者は血への渇望を抑えられないのが定説なのにも関わらず、ベラは驚異的な自制心で血への渇望を抑え、誰一人として人間を殺していない。

### 人間関係

#### 恋人
恋人（後の夫）はエドワード・カレン。彼は人間の血を飲まずに生活しているカレン一家のヴァンパイアで、後にベラもこの一家の一員となる。

#### 家族
- チャーリー・スワン（父親）
- レネ・ドワイヤー（母親）
- フィル・ドワイヤー（義父）

##### カレン家
- カーライル・カレン（義父）
- エズミ・カレン（義母）
- アリス・カレン（義姉）
- エメット・カレン（義兄）
- ロザリー・ヘイル（義姉）
- ジャスパー・ヘイル（義兄）
- レネズミ・カレン（娘）

#### 友人
- ジェイコブ・ブラック
- アンジェラ・ウェーバー
- マイク・ニュートン

## 映画
実写映画シリーズでは、クリステン・スチュワートが演じている。日本語吹き替え版はDVD版含め、木下紗華が担当。（EclipseのDVDではメニューで劇場公開版の吹き替えと切り替えられるようになっている。Breaking Dawn Part1,Part2では字幕のみの上映のため、吹き替えはDVDのみ収録。）
Eclipseの劇場公開版の吹き替えは上戸彩が担当した。また、Eclipse公開前日に放映された特別編では桐谷美玲が担当。